# Prezi
O Prezi é um software na modalidade computação em nuvem feito em HTML5 utilizado para a criação de apresentações não lineares. No lugar, tudo é criado em uma estrutura única, parecida com uma palheta de designer real.
A plataforma disponibiliza uma versão gratuita que roda a partir do navegador. Após cadastro, é possível criar suas apresentações. Além disso, é possível reutilizar apresentações públicas compartilhadas por outros usuários. Para apresentar o trabalho pronto, é possível acessá-lo pela internet ou baixá-lo em uma pasta compactada que não depende de acesso à internet para funcionar.
Além da versão gratuita, há também opções de uso pagas que aumentam o tamanho disponível para armazenamento na nuvem, e permitem editar o trabalho localmente, offline.

## Compatibilidade de Plataforma
O Prezi foi desenvolvido em Adobe Flash, Adobe AIR e construido usando o framework Django. Ele é compatível com a maioria de browsers modernos, requerendo como pré-requisito a instalação do Adobe Flash Player.
A partir de Julho de 2014 permite, opcionalmente, ser usado sem o Adobe Flash, apenas com Javascript.
Aplicabilidade
O Prezi é uma excelente ferramenta para criar apresentações. Como permite o zoom em textos, imagens e figuras, facilita a visualização de informações que o apresentador queira dar foco. É possível até mesmo rodar um vídeo de dentro do prezi. Além de gerar impacto em apresentações pode ser uma boa ferramenta para ser usada ao ministrar aulas também. Recomenda-se não colocar tantas imagens e textos porque assistir a uma apresentação com zoom executado repetidamente pode incomodar alguns espectadores.